# هوارد توماس
هوارد توماس هو مصارع هاوي كندي، ولد في 18 يناير 1905، وتوفي في 17 مارس 1995.

## وصلات خارجية
- هوارد توماس على موقع أوليمبيديا (الإنجليزية)
- هوارد توماس على موقع اللجنة الأولمبية الكندية (الإنجليزية)